# Mick Karn
Mick Karn, pseudonimo di Andonis Michaelides (Nicosia, 24 luglio 1958 – Londra, 4 gennaio 2011), è stato un musicista cipriota naturalizzato britannico.

## Biografia
È noto soprattutto per la sua militanza nel gruppo art-rock dei Japan.
È stato uno dei bassisti più creativi e influenti della musica contemporanea, anche se nell'infanzia praticò lo studio del fagotto e altri strumenti classici. Inoltre affermò che non si ispirò mai a nessun altro bassista, ma adottò tecniche e sonorità imparate durante gli studi infantili. Dopo aver fatto conoscenza con David Sylvian e suo fratello Steve Jansen formarono un gruppo che prese il nome di Japan. Da ricordare i suoi maestosi giri di basso, tra i quali quello di Sons of Pioneers e del pezzo strumentale Canton.
Dopo lo scioglimento dei Japan nel 1982, Mick Karn ha pubblicato un album solista nello stesso anno, Titles. Nel 1984 è uscito invece The Waking Hour, album realizzato in collaborazione con Peter Murphy dei Bauhaus ed accreditato col nome di Dali's Car. Quest'esperienza non è durata a lungo e Mick Karn ha preferito proseguire come solista e musicista turnista per altri artisti. Il progetto Dali's Car è stato recentemente rivalutato e molti musicisti della scena indipendente hanno dichiarato di considerare "The Waking Hour" come un album molto importante. Nell'autunno 2010 Peter Murphy e Karn si riuniscono in studio per incidere l'EP "InGladAloneness" contenente 5 brani tra cui "Artemis Rise", una rivisitazione di "Artemis" del 1984 con l'aggiunta della voce di Murphy. L'EP esce postumo, il 5 aprile 2012.
Oltre a suonare il basso, Mick Karn si dilettava anche con le tastiere, le percussioni e i fiati. Era anche un apprezzato scultore.
È scomparso il 4 gennaio 2011 all'età di 52 anni a causa di un tumore.

## Discografia solista
- 1982 - Titles
- 1987 - Dreams of Reason Produce Monsters
- 1993 - Bestial Cluster
- 1995 - The Tooth Mother
- 2001 - Each Eye A Path
- 2003 - Each Path A Remix
- 2004 - More Better Different
- 2005 - Love's Glove (EP)
- 2006 - Of & About
- 2006 - Three Part Species
- 2007 - Selected (raccolta)
- 2009 - The Concrete Twin